# Hartl Haus
Hartl Haus ist der älteste österreichische Fertighaushersteller, gegründet 1897. Das Unternehmen hat seinen Sitz im niederösterreichischen Waldviertel. 2022 wurde ein Umsatz von 59,5 Millionen Euro erwirtschaftet.
Jährlich werden etwa 300 ausschließlich in Österreich produzierte Einfamilien-, Doppel- und Reihenhauseinheiten in Holztafelbauweise mit massiver Holzverbundkonstruktion für den österreichischen Markt, sowie die Exportmärkte Deutschland, Schweiz, Italien und Tschechien gefertigt.

## Geschichte

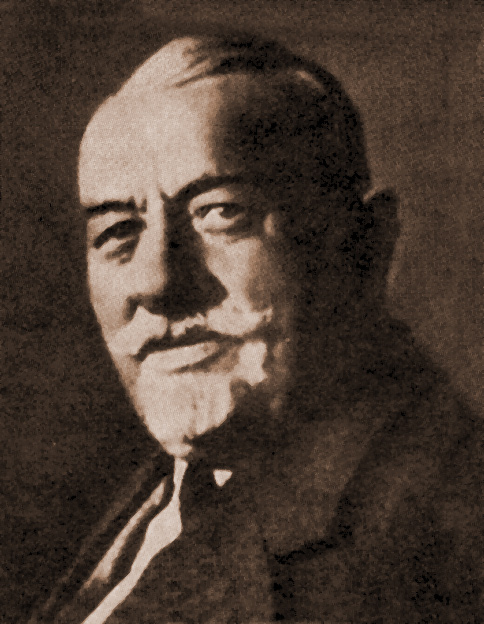
Firmengründer Wenzl Hartl

1897 gründete der aus dem Böhmerwald stammende Zimmermeister Wenzl Hartl eine eigene Zimmerei samt einem kleinen Dampfsägewerk im heutigen 19. Wiener Gemeindebezirk (Sievering). Im Jahr 1904 ging eine große neuerrichtete Sägehalle mit 2 Vollgattern neuester Konstruktion in Betrieb, die mit Dampfbetrieb ausgestattet war. Kleine Konstruktionen im Holzbaubereich wurden ausgeführt. Im Jahr 1908 erhielt das Unternehmen mit dem Bau der großen Ballonhalle in Fischamend mit 100 Metern Länge und 26 Metern Höhe seinen ersten bedeutenden Auftrag.

Kaiser Franz Joseph I. bei Hartl anlässlich der Jagdausstellung 1910

1910 errichtete das Unternehmen ein erstes vorgefertigtes Einfamilienhaus. In diesem Zusammenhang begutachtete der damalige Kaiser Franz Joseph I. das im Rahmen der 1. internationalen Jagdausstellung erstmals von Hartl in der Monarchie präsentierte Konstruktionsverfahren zum Bau von Einfamilienhäusern. Das Haus steht heute noch in Echsenbach/NÖ. In den Folgejahren waren die Fertighäuser nicht das Kerngeschäft, sondern weiterhin Holz- und andere Konstruktionen und Holzlieferungen. Deshalb erhielt Hartl 1911 die Kaiserliche Auszeichnung zur Führung des Hoflieferantentitels. Im Ersten Weltkrieg wurden Bogendächer gefertigt mit 20 bis 30 Meter Spannweite, die für Hangarbauten in das gesamte Kaiserreich geliefert wurden und zur Errichtung von Fliegerhorsten dienten. Neben der laufenden Errichtung von großen Hallenbauten wie Messe- und Filmhallen, Großgaragen, Kühl- und Lagertürme, Getreidespeicher, Brückenbauten sowie schweren Eisenbahnbrücken mit über 40 Meter Spannweite, Hochspannungsmasten und Bohrtürmen, begann Hartl mit dem Einstieg in den Schul- und Turnhallenbau, dem Bäderbau, der Überleitung von militärisch-, industriell oder gewerblich nutzbaren Objektbauten auf den Hausbau im aufstrebenden Wien, dem Ringstraßenbauten öffentlicher und privater Bauherren sowie sozialem Wohnungsbau.
Im Jahr 1920 wurde aus der Einzelfirma Wenzl Hartl eine Personengesellschaft. 1922 folgt die Angliederung eines eigenen Baubetriebes. Der schon frühzeitig angeschlossene Tischlereibetrieb führte neben direkten Bautischlerarbeiten solche für die fertig zu liefernden Objekte in Einzelstücken und großen Serien aus, auch einfache Möbel für die Holzhäuser und Serienlieferungen. 1924 wurde in Echsenbach/Waldviertel am heutigen Firmensitz ein eigenes Sägewerk gegründet mit den Abteilungen Sägerei, Zimmerei, Tischlerei, Bautischlerei und Fertighausbetrieb. Darüber hinaus wurde eine Baumeisterkonzession erworben. Daraufhin entwickelte sich bis Ende der zwanziger Jahre ein Geschäft mit Holzwohnhäusern und Hallenbauten.
Der großflächige Fertighausbau begann mit Aufnahme der serienmäßigen Erzeugung von Holz-Fertighäusern. Im Jahr 1930 folgte in der Bautischlerei die Fertigung von Fenstern, Türen, Stiegen und Sonderkonstruktionen auf industrieller Basis. Wohn-, Siedlungs-, Reihenhäuser und Institutsbauten entstanden in den ganzen dreißiger Jahren. Zu Kriegsbeginn 1939 waren über 1000 Häuser in Österreich errichtet worden, davon 500 Holzwohnhäuser in Wien und Umgebung. Im selben Jahr wurde das Werk Echsenbach wegen des Zweiten Weltkrieges zur Reichsproduktion von militärischen Gütern verpflichtet, das in Folge Munitionskisten, Mannschaftsunterkünfte für Soldaten und Militärbaracken fertigte. Der Bau von militärischen Gütern in Eschenbach endete 1943 durch einen Großbrand im Werk. Gegen Ende des Zweiten Weltkrieges wurden von Juli bis Jänner 1945 ungarische Juden als Zwangsarbeiter eingesetzt.

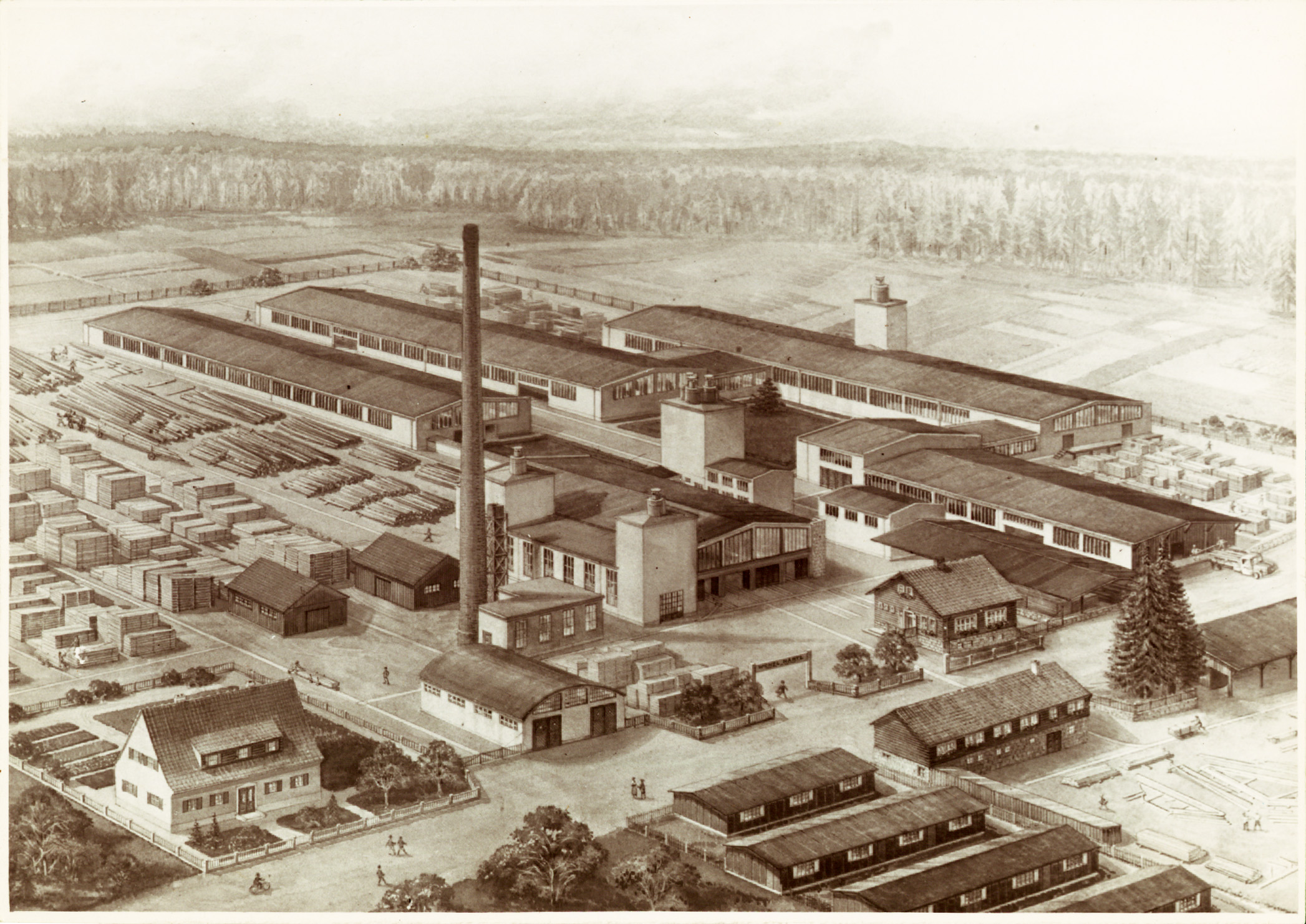
Unternehmenssitz nach dem Wiederaufbau ca. 1945.

Nach Ende des Krieges wurde das Werk wieder aufgebaut. Bedingt durch der herrschenden Wohnungsnot nach Kriegsende und der raschen Erreichbarkeit der Holzwohnhäuser kam es zu einem Boom für Einfamilienhäuser und Wohnhausanlagen ab Ende der 40er Jahre. Im Jahr 1962 führte Hartl die sogenannte Tafelbauweise (Kleintafel) ein. Im selben Jahr errichtete der Konzern auch zwei Turnhallen in Tel Aviv/Israel. 1965 startete eine umfangreiche Exporttätigkeit von Serien-Holzwohnhäusern ins Ausland mit Forcierung auf Baustellencamps und anderen Objektbauten in den Erdöl-Förderländern, Errichtung von ganzen Wohnsiedlungen und Dörfern in Erdbebengebieten samt Kindergärten, Schulen, Krankenhäusern und Büroobjekten. 1966 lief zudem der Export von Einfamilienhäuser in die Schweiz an.
1975 überarbeitete Hartl die Produktionstechniken und -anlagen mit Umstellung auf Großtafelbauweise sowie der Errichtung von modernen Wand-, Montagetischen und Fertigungsstraßen. 1979 arbeitete Hartl erstmals mit der Talot AG Schweiz, welche ein Gründungsmitglied des Österreichischen Fertighausverbandes ist, zusammen. Im Jahr 1984 führte Hartl die Marke Hartl Haus für Einfamilienhäuser in Österreich ein. 1985 schlossen sich Hartl und die Talot AG Schweiz zur Hartl Haus Österreich zusammen, mit der Talot AG als Muttergesellschaft. In den Folgejahren wurde die Produktpalette erweitert, wie zum Beispiel mit der Aufnahme des Küchenbaues 1987 ins Sortiment. 1990 wurde die Geschäftsleitung an Roland und Peter Suter übergeben. 1991 erfolgte die Gründung einer 100%igen Hartl/Talot-Tochter in Deutschland sowie eines Architektenringes in der Schweiz. Wegen der guten Nachfrage im Bereich Fertighäuser entstand 1995 im Werk Echsenbach eine neue Produktionshalle für Fertighäuser.

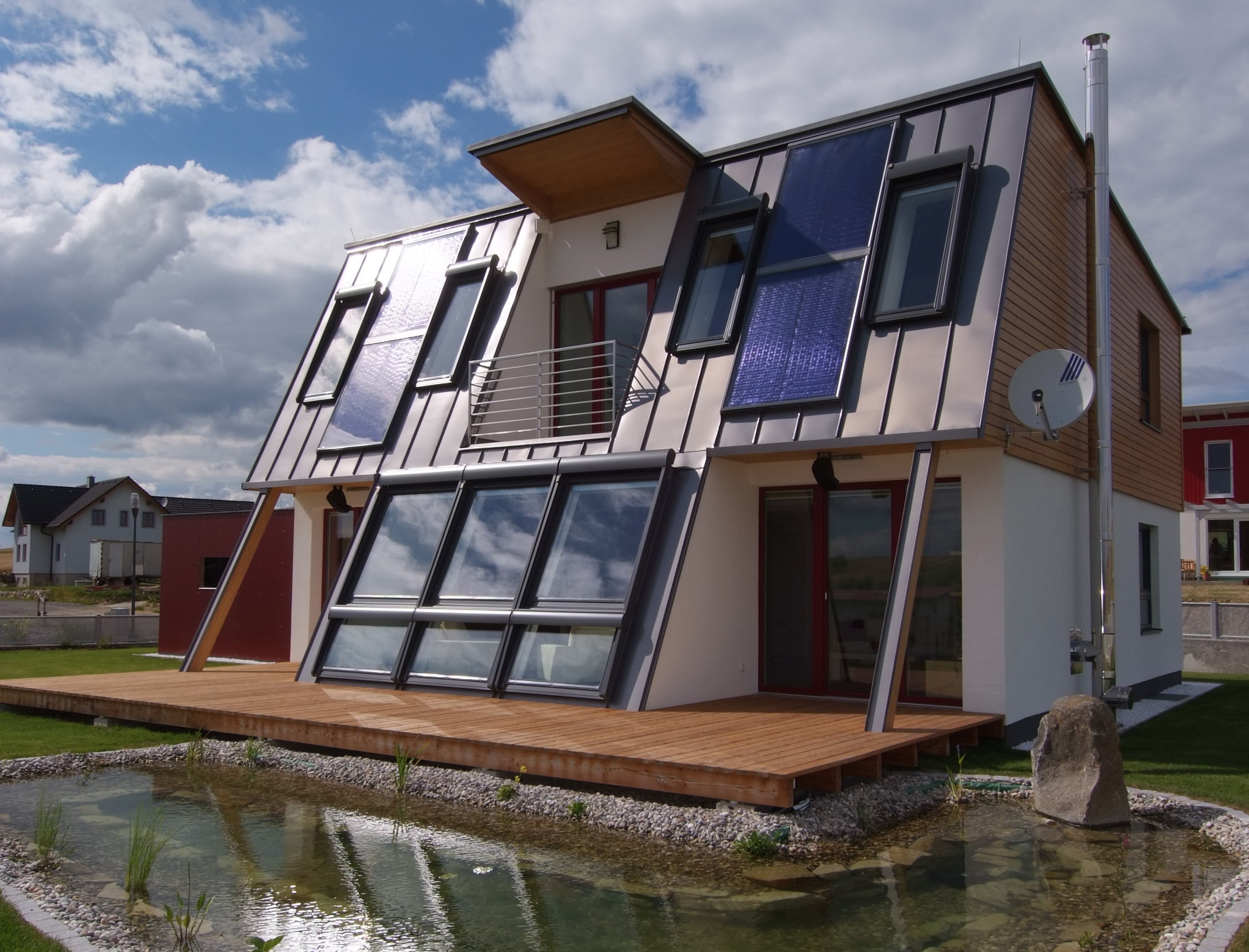
Zweites klima:aktiv Haus „Energy X“ aus dem Jahre 2007

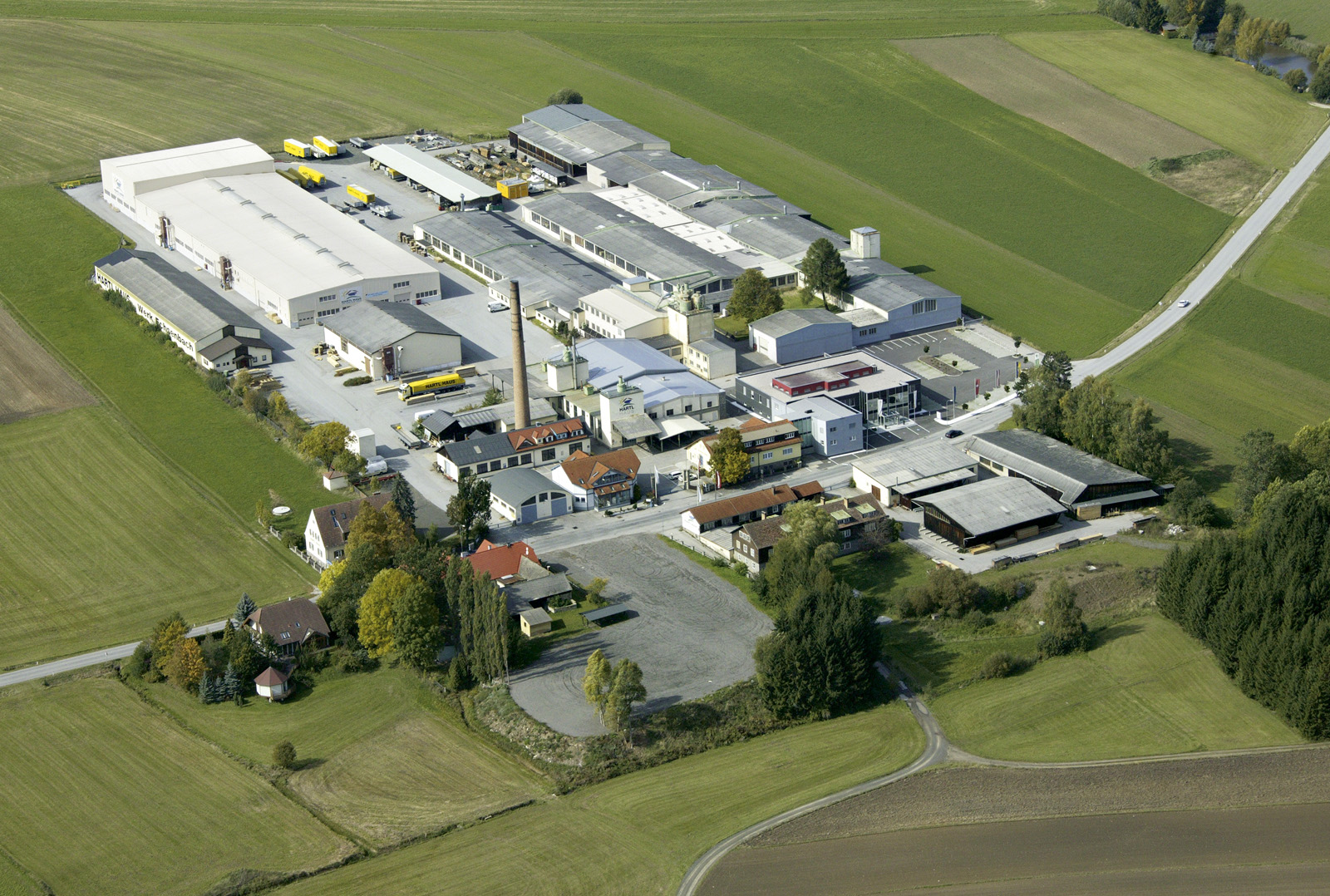
Hartl Haus Werksaufnahme 2007

Im Jahr 2004 wurde das Unternehmen klima:aktiv-Projektpartner. 2007 gründete das Unternehmen Tochterunternehmen in Tschechien und Italien. Im selben Jahr erhielt Hartl die Europäische Technische Zulassung (ETZ) inklusive Brandschutz. 2008 wurde die neue Wandkonstruktion Passivhauswand entwickelt. 2010/11 investierte das Unternehmen 7,7 Mio. € für die Vergrößerung der Produktionshallen, Erneuerung der Fertigungsanlagen sowie die Errichtung eines neuen Ausstattungs- und Sales-Centers.
2012 wurde erstmals die „Goldenen Kelle“ seitens Land NÖ an ein HARTL Haus verliehen und die geschäftsführenden Gesellschafter Roland Suter und Peter Suter für herausragende Verdienste um das Land NÖ mit dem „Großen Ehrenzeichen“ bedacht. 2014 wurde eine neue CNC-Fensterproduktionsanlage für Holz-Alufenster errichtet und ein neues passivhaustaugliches Holz-Alufenster mit 3-fach Verglasung und besseren Werten vorgestellt. 2015 wurde ein neues Musterhaus in Eugendorf eröffnet, in den darauffolgenden Jahren drei weitere im Fertighauspark Blaue Lagune, Poing bei München und in Haid.
Unter dem neuen Geschäftsführer Yves Suter wurde im Jahr 2020 am Werksgelände in Echsenbach eine 5.300 m² große Bautischlerei mit Wärmerückgewinnungssystem, einer Lackieranlage mit Spritzroboter und Staub- und Späneabsaugung fertiggestellt. Auf der südseitigen Dachfläche wurde eine 302 kWpeak Photovoltaikanlage installiert.

## Mitgliedschaften und Gütezeichen
- Austria Gütezeichen
- Staatliche Auszeichnung
- Österreichischer Fertighausverband
- Europäische Technische Zulassung (ETZ)
- klima:aktiv Projektpartner
- ÜA-Zeichen
- ISO 9001 Zertifizierung
- IQNet Zertifizierung
- CE-Kennzeichnung
- Gütezeichen Holzbauteile RAL Montagebau Fertighäuser